# Вердеріо-Інферіоре
Вердеріо-Інферйоре (італ. Verderio Inferiore) — колишній муніципалітет в Італії, у регіоні Ломбардія, провінція Лекко. З 4 лютого 2014 року Вердеріо-Інферйоре є частиною новоствореного муніципалітету Вердеріо.
Вердеріо-Інферйоре розташоване на відстані близько 490 км на північний захід від Рима, 30 км на північний схід від Мілана, 21 км на південь від Лекко.
Населення — 3010 осіб (2012).
Щорічний фестиваль відбувається 28 липня. Покровитель — Nazaro e Celso.

## Демографія
Населення за роками:

Станом на 31 грудня 2010 року в муніципалітеті офіційно проживало 205 іноземців з 27 країн, серед них 58 громадян країн Євросоюзу та 3 громадяни України.

## Сусідні муніципалітети
- Айкурціо
- Бернареджо
- Корнате-д'Адда
- Робб'яте
- Ронко-Бріантіно
- Сульб'яте
- Вердеріо-Суперйоре